# Knezhá
Knezhá (en búlgaro: Кнежа̀) es una ciudad de Bulgaria, capital del municipio homónimo en la provincia de Pleven.

## Geografía
Se encuentra a una altitud de 107 m s. n. m. a 150 km de la capital nacional, Sofía.

## Demografía
Según estimación 2012 contaba con una población de 11 682 habitantes.
|         | 2004   | 2005   | 2006   | 2007   | 2008   | 2009   | 2010   | 2011   |
| Mujeres | 6 174  | 6 083  | 5 997  | 5 935  | 5 863  | 5 759  | 5 726  | 5 250  |
| Varones | 5 948  | 5 823  | 5 729  | 5 636  | 5 536  | 5 432  | 5 337  | 5 117  |
| Total   | 12 122 | 11 906 | 11 726 | 11 571 | 11 399 | 11 191 | 11 063 | 10 367 |